# جام قهرمانی فوتبال ایران ۱۳۴۶
جام قهرمانی فوتبال ایران ۱۳۴۶ نهمین دوره جام قهرمانی فوتبال ایران که توسط فدراسیون فوتبال ایران برگزار شد. جام قهرمانی فوتبال ایران ۱۳۴۶ بعد از وقفه یکساله بار دیگر برگزار شد.  شهرهای اصفهان و مشهد در خواست میزبانی دادند. اما  وقتی کرمان از صعود تیم منتخب این شهر یعنی راه کرمان اطمینان کرد کاملا جدی پیگیر میزبانی شد و  گوی رقابت را از دو مدعی دیگر ربود. پاس تهران قهرمان آخرین دوره باز هم به عنوان نماینده تهران راهی مسابقات شد.پنج تیم راه یافته به دور پایانی در شهر تاریخی کرمان به مصاف هم رفتندُ پاس تهران با شکست  کلنی مموریال تبریز قهرمانی را برای دومین بار کسب کرد.
این نخستین بار بود که یک تیم دو بار به  قهرمانی دست می یافت فدراسیون فوتبال ایران اعلام کرد قبل از آغاز دهه پنجاه خورشیدی تصمیم به راه اندازی لیگ را دارد.